# Oreja (Toledo)
Oreja es un despoblado español del municipio toledano de Ontígola, en la comunidad autónoma de Castilla-La Mancha.

## Geografía
El antiguo núcleo de población se encuentra en el término municipal de Ontígola. El lugar está ubicado sobre un risco en la margen izquierda del río Tajo, que discurre al norte.

## Historia

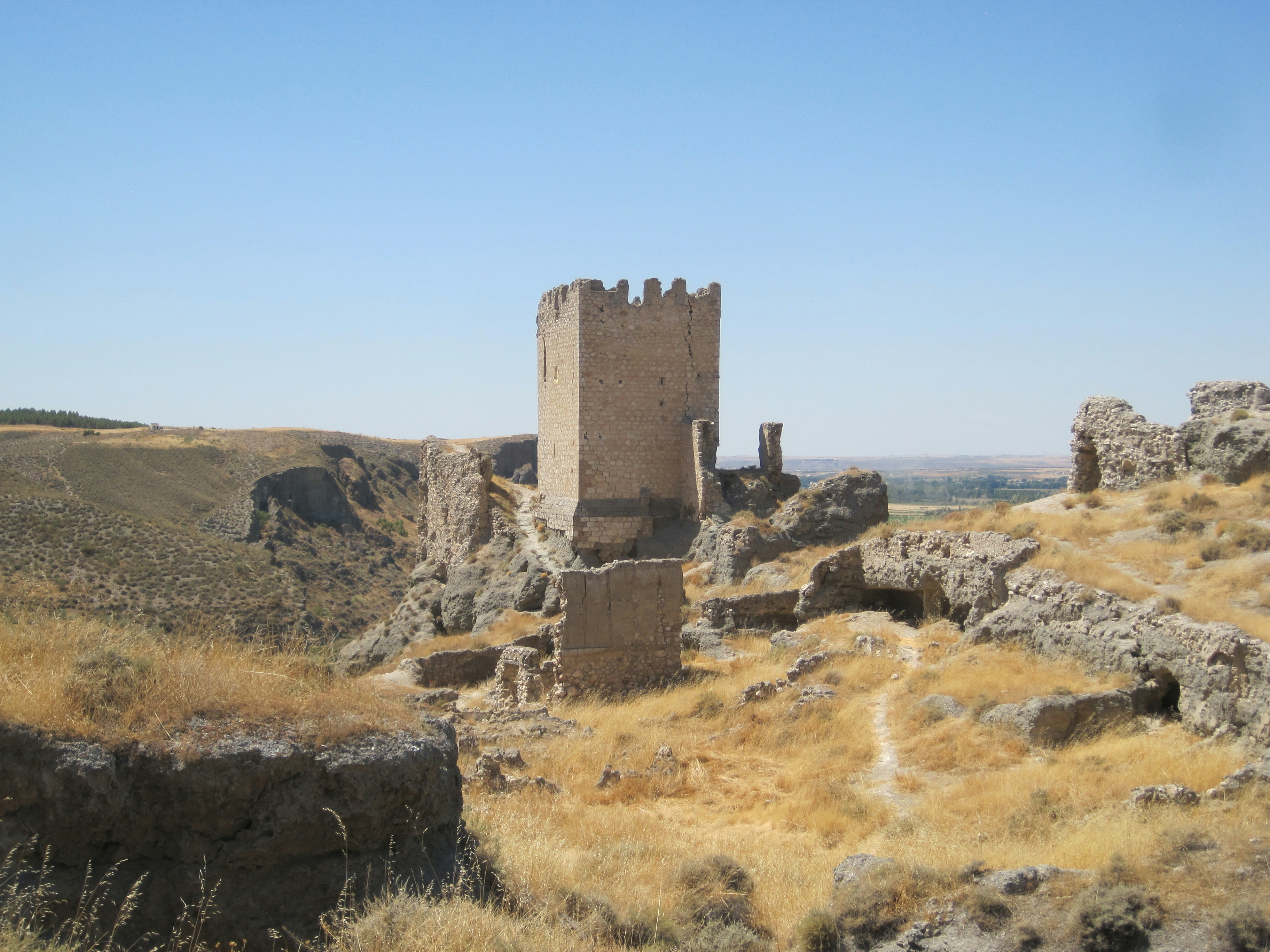
Castillo de Oreja

El castillo de Oreja fue probablemente construido como parte de la cadena de fortificaciones de la Marca Media erigida en época de Abderramán III. A principios del siglo XII fue una posición disputada entre cristianos y musulmanes tras la toma del reino de Toledo por Alfonso VI de León y la posterior llegada de los almorávides a la península ibérica. Según la Chronica Adefonsi imperatoris, el distrito que incluía Oreja (Aurelia en textos medievales) quedó bajo el mando de Álvar Fáñez.
Aprovechando la guerra civil entre Urraca de León y Alfonso el Batallador, el general almorávide Mazdali se hizo con el castillo de Oreja en 1113 tras infligir una dura derrota a Alvar Fáñez. En los años siguientes el castillo sirvió como posición avanzada almorávide para hostigar la ciudad de Toledo. Oreja fue finalmente conquistada en 1139 por el rey Alfonso VII, que le dotó de fuero ese año.
El castillo fue donado en 1182 a la Orden de Santiago, que estableció un poblado junto al mismo. Dado el interés militar del emplazamiento, el poblado fue también amurallado. El castillo fue en los siglos siguientes una de las principales fortalezas santiaguistas en la zona y notablemente una de las primeras en contar con armas de fuego. Dependían del castillo de Oreja, además de la localidad adjunta, las aldeas de Noblejas, Torrique y Villafranca. Oreja actuaba también como sede de una encomienda que incluía además un segundo castillo en Colmenar de Oreja del que dependían más localidades.
Para el siglo XV la localidad de Oreja había alcanzado los doscientos habitantes y constan en ella un batán en el Tajo y un paso en barca sobre el río. Pese a ello Colmenar de Oreja y Ocaña habían ido ganando en importancia regional y especialmente la primera localidad reemplazó a Oreja como sede efectiva de la encomienda. Más adelante la localidad pasó a la casa de Frías.
A mediados del siglo XIX, el lugar, perteneciente al municipio de Ontígola, contaba con una población censada de 42 habitantes. La localidad aparece descrita en el duodécimo volumen del Diccionario geográfico-estadístico-histórico de España y sus posesiones de Ultramar de Pascual Madoz de la siguiente manera:

OREJA: v. que forma ayunt. con Ontigola en la prov. y dióc. de Toledo (8 leg.), part. jud. de Ocaña (2), aud. terr. de Madrid (8), c. g. de Castilla la Nueva: sit. en un elevado risco á la izq. del Tajo; es de clima frío; reinan los vientos N. y se padecen tercianas; tiene 14 casas distribuidas en dos barrios, alto y bajo; la de ayunt., cárcel, un cast. regularmente conservado, otro destruido á alguna dist.; igl. parr. dedicada á la Asunción de Ntra. Sra., con curato de entrada y de provision del Sr. duque de Frías. Confina el térm. al N. con el de Colmenar de Oreja (Madrid); E. Noblejas; S. Ocaña, y O. Ontigola y Aranjuez, á dist. de 1/2 leg. próximamente, y comprende el llamado Soto de Oreja que hace 80 fan., poblado de álamos blancos y con escelentes pastos para ganado vacuno, mular y caballar, el cual está sit. entre el pueblo y el r. Tajo; sobre 1,500 fan. de labor, 160,000 pies de parra y olivos y 1,000 fan. de tierra caliza: le baña el r. Tajo que es su confín al N. El terreno es casi todo en cuestas, escepto al S.; tiene sin embargo, un sitio llano llamado la Veguilla; de escelentes tierras de labor; en lo demas es calizo y silíceo en las alturas y sus faldas, en lo bajo de buena calidad: los caminos vecinales: el correo se recibe en Ocaña por los mismos interesados. prod.: trigo, cebada, vino, aceite, melones y patatas; y se cria caza menuda. pobl.: 13 vec., 42 alm. cap. prod.: 446,333 rs. imp.: 11,158. contr.: 5,000. presupuesto municipal con Ontígola: sus propios ascienden á 5,600 rs. que consisten en arrendamientos de los terrenos de la v. D. Alonso VII conquistó su cast. en 1139, y la concedió á la Orden de Santiago que disfrutaba el alferez de la Orden: despues, por permutas hechas por los reyes, recayó en la casa de Frias: por la última ley municipal le ha agregado su ayunt. al de Ontígola.
(Madoz, 1849, pp. 302-303)